# Sayre (Pennsylvania)
Sayre è un borough della contea di Bradford, in Pennsylvania, a 29 km a sud-est di Elmira, New York. La popolazione era di 5 587 abitanti al censimento del 2010. In passato era una località piuttosto conosciuta a causa della produzione di prodotti in ferro. 
Sayre fa parte della Penn-York Valley ("The Valley"), un gruppo di quattro comunità contigue degli stati di New York e Pennsylvania: Waverly, New York; South Waverly, Pennsylvania; Sayre; Athens, Pennsylvania e piccole comunità circostanti con una popolazione totale vicino a 35 000 abitanti. Sayre è la città principale dell'area statistica micropolitana di Sayre.